# Давид Албахари
Давид Албахари (на сръбски: David Albahari) е сръбски писател, есеист и преводач от еврейски произход.

## Биография
Роден е на 15 март 1948 г. в семейство от еврейски произход в Печ, Косово, Югославия.
Следва англицистика в Белградския университет, превежда Владимир Набоков, Джон Ъпдайк, Сол Белоу, Томас Пинчън, Маргарет Атууд, Сара Кейн, Карл Густав Юнг.
Публикува първия си сборник с разкази „Фамилно време“ през 1973 г. Става популярен в литературните среди с четвъртата си книга, „Описание на смъртта“, за която получава наградата „Иво Андрич“.
В края на 80-те години подписва петиция за легализация на марихуаната в Югославия.
През 1991 г. е избран за президент на Съюза на еврейските общини на Югославия и работи и по евакуацията на еврейското население от Сараево.
От 1994 г. заедно с цялото си семейство живее в Калгари, (Канада). В Сърбия се завръща през 2012 г.
Албахари страда от болестта на Паркинсон. Тематизира болестта си в романа си от 2020 г. „Днес е сряда“, с герой, участвал в престъпления по време на режима на Тито, но озовал се в лагер, където в напреднала възраст развива болестта на Паркинсон.
Умира на 30 юли 2023 г. след продължителна болест.

### Сборници с разкази
- „Породично време“ (Фамилно време) (1973)
- „Обичне приче“ (Обикновени разкази) (1978)
- „Опис смрти“ (Описание на смъртта) (1982)
- „Фрас у шупи“ (Шок в бараката) (1984)
- „Једноставност“ (Простота) (1988)
- „Пелерина“ (1993)
- „Изабране приче“ (Избрани разкази) (1994)
  - бълг. изд. „Най-хубавите разкази“. София: Университетско издателство „Паисий Хилендарски“, 2010. (ISBN 978-954-423-612-0)
  - бълг. изд. „Кравата е самотно животно“. София: Жанет – 45, 2011, 166 с. (ISBN 9789544917263)
- „Необичне приче“ (Необикновени разкази) (1999)
- „Други језик“ (Друг език) (2003)
- „Сенке“ (Сенки) (2006)
- „Сваке ноћи у другом граду“ (Всяка нощ в друг град) (2008)

### Романи
- „Судија Димитријевић“ (Съдията Димитриевич) (1978)
- „Цинк“ (Цинк) (1988)
- „Кратка књига“ (Кратка книга) (1993)
- „Снежни човек“ (Снежен човек) (1995)
- „Мамац“ (1996)
  - бълг. изд. „Стръв“. София: Библиотека 48, 1999, 126 с. (ISBN 954-8047-77-2)
- „Мрак“ (Мрак) (1997, 2008)
- „Гец и Мајер“ (Гец и Майер) (1998)
- „Светски путник“ (Пътешественик) (2001)
- „Пијавице“ (2006)
  - бълг. изд. „Пиявиците“. София: Сиела, 2010, 384 с. (ISBN 978-954-28-0621-9)
- „Лудвиг“ (2007)
  - бълг. изд. „Лудвиг“. София: Панорама, 2010, 154 с. (ISBN 978-954-9655-45-2)
- „Брат“ (2008)
  - бълг. изд. „Братът“. София: Панорама, 2012, 152 с. (ISBN 978-954-9655-51-3)
- „Ћерка“ (Дъщерята) (2010)
- „Контролни пункт“ (Контролен пункт) (2011)

### Сборници с есета
- „Преписивање света“ (Преписването на света) (1997)
- „Терет“ (Тежест) (2004)
- „Дијаспора и друге ствари“ (Диаспора и други неща) (2008)

## Признание и награди
- 1982 – Наградата „Иво Андрич“ за сборника с разкази „Описание на смъртта“.
- 1994 – Награда „Бранко Чопич“ за сборника с разкази Пелерина.
- 1994 – Награда „Станислав Винавер“ за сборника с разкази Пелерина.
- 1996 – НИН-ова награда за романа „Стръв“.[5]
- 1997 – Награда „Балканика“ за романа „Стръв“.
- 2006 – Награда „Мост Берлин“ за романа „Стръв“, преводът на който е обявен за най-добрата книга на годината в Германия.
- 2012 – Наградата на фестивала във Виленица.
- 2013 – Награда „Милован Видакович“.
- 2014 – Награда „Исидора Секулич“ за романа Животињско царство.
- 2015 – Награда „Душан Василиев“ за романа Животињско царство.
- 2015 – Награда „Тодор Манойлович“.
- 2016 – Награда „Вељкова голубица“.
- 2016 – Първа награда на фестивала „Друга приказка“ в Скопие, Република Македония.[6]
- 2022 – Международна литературна награда „Александар Тишма“ за романа Данас је среда.[7]